# Синдром Дёге — Поттера
Синдром Дёге — Поттера (англ. Doege–Potter syndrome, DPS) — редкий паранеопластический синдром, гипогликемия, вызываемая одиночной фибромой плевры, вырабатывающей инсулиноподобный фактор роста 2. Синдром был впервые описан в 1930 году в независимых работах Карла Вальтера Дёге (Karl Walter Doege; 1867—1932) и Роя Пиллинга Поттера (Roy Pilling Potter; 1879—1968); название было малоупотребимым вплоть до появления в 2000 г. статьи Мартина Чемберлена и Дэвида П. Таггарта.
Синдром Дёге — Поттера встречается весьма редко (с 1976 года описано менее 100 случаев), уровень злокачественности 12—15 %. Показано, что лишь 4 % из 360 обследованных фибром лёгкого действительно вызывали гипогликемию; для проявления синдрома необходимо, чтобы опухоль была довольно значительного размера. После удаления опухоли синдром исчезает.